# Pfarrkirche Saalbach

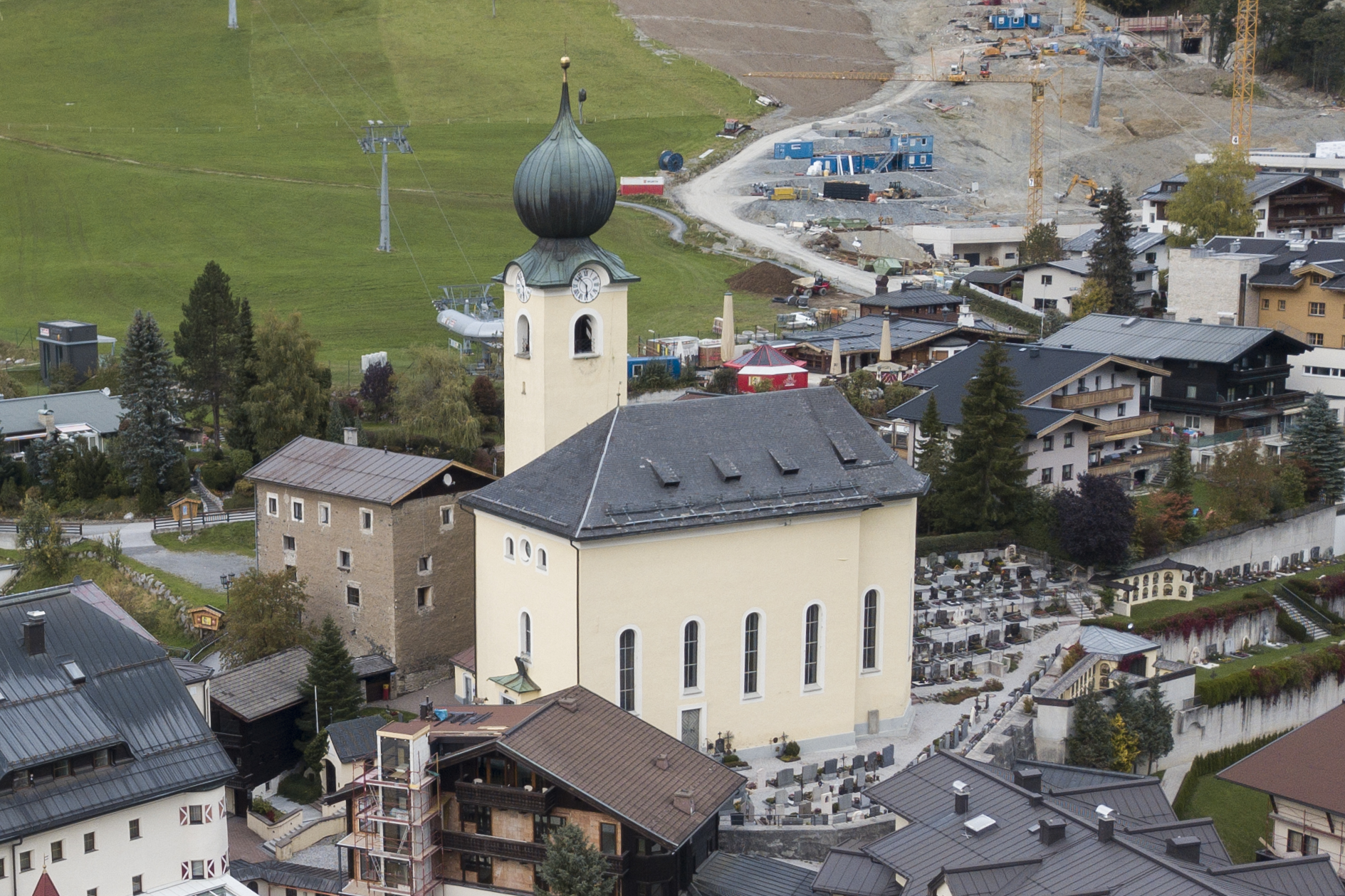
Katholische Pfarrkirche Hll. Bartholomäus und Nikolaus in Saalbach

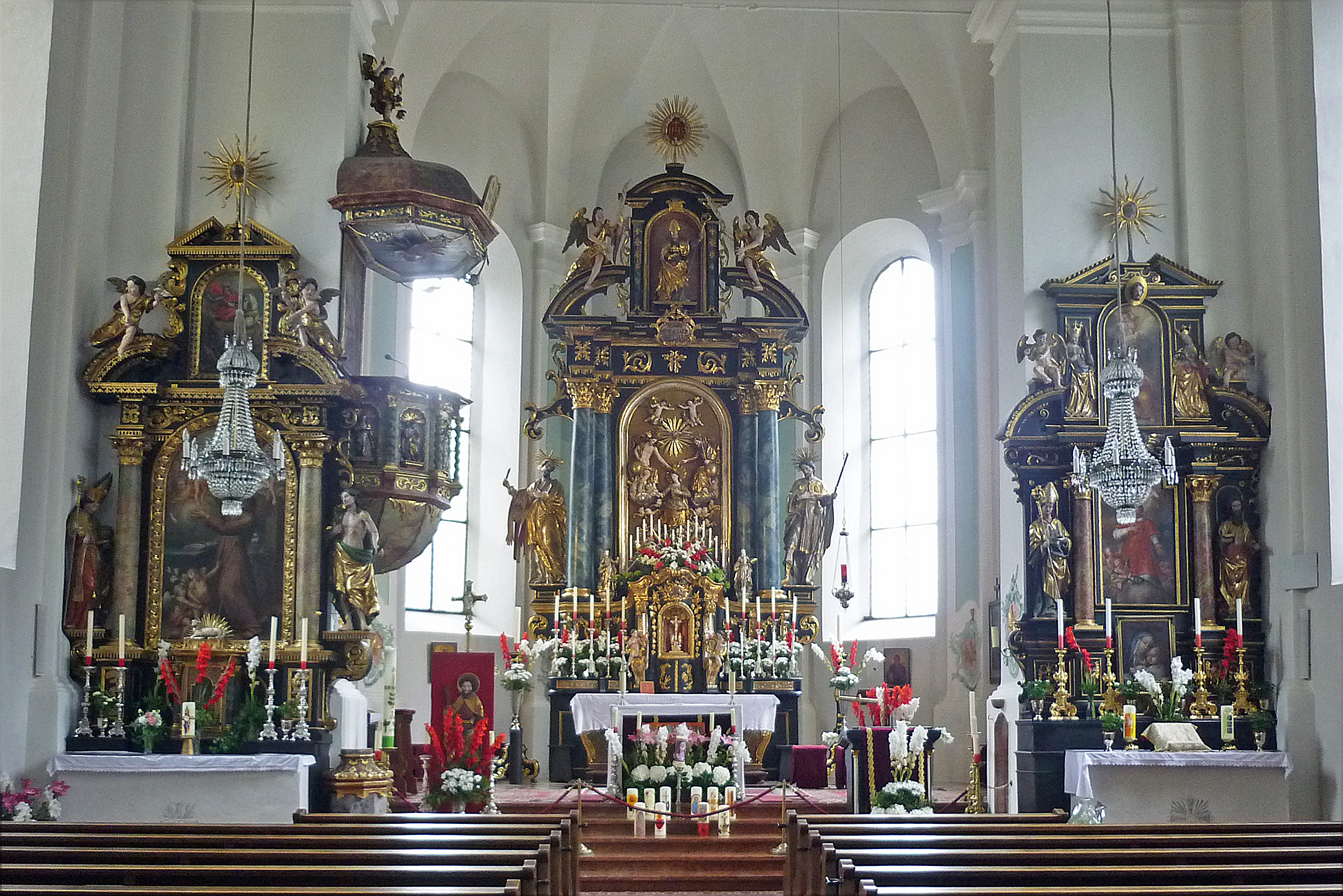
Langhaus, Blick zum Chor

Die römisch-katholische Pfarrkirche Saalbach steht auf einer Anhöhe in der Dorfmitte in der Gemeinde Saalbach-Hinterglemm im Bezirk Zell am See im Land Salzburg. Die dem Doppelpatrozinium der Heiligen Bartholomäus und Nikolaus unterstellte Pfarrkirche gehört zum Dekanat Saalfelden in der Erzdiözese Salzburg. Die Kirche steht unter Denkmalschutz (Listeneintrag).

## Geschichte
Urkundlich wurde 1410 eine Kirche genannt. Seit dem 16. Jahrhundert Vikariat wurde 1891 eine Pfarre gegründet.
Die heutige Kirche wurde von 1717 bis 1719 nach den Plänen des Baumeisters Sebastian Stumpfegger erbaut. Der im Kern gotische Nordturm wurde 1777 erhöht. 1973 war eine Restaurierung.

## Architektur
Die Kirche ist ein barocker Saalbau mit einem schlichten Langhaus und einem um fünf Stufen erhöhten Chor. Unter dem Chor befindet sich eine Krypta. 

## Ausstattung
Der rechte Seitenaltar (ursprünglich der Hochaltar) stammt von 1691, der aktuelle Hochaltar, der linke Seitenaltar und die Kanzel aus der Zeit um 1720.
Die Orgel baute Johann Mertel 1911 und wurde 1959 renoviert. Im Jahr 2000 erhielt die Kirche eine neue Orgel von Orgelbau Pflüger. Im Turm hängen insgesamt vier Glocken. Die älteste Glocke 2 (a') stammt von Gießer Carl Wolfgang Gugg (1786), die Glocken 1 (g'), 3 (c'') und 4 (f') wurden 1921 von der Gießerei Böhler in Kapfenberg gefertigt.